# Supercoppa Italiana (vrouwenbasketbal)
De Supercoppa Italiana di Pallacanestro is een Italiaanse bokaal in het basketbal die in 1996 voor het eerst werd georganiseerd door de Italiaanse basketbalbond, de Lega Basket. De naam Supercoppa Italia wordt in Italië in meerdere takken van sport uitgereikt aan de winnaars van de nationale bekertoernooien en is ook de benaming voor deze toernooien zelf. 

## Winnaars Coppa Italia
| Jaar | Plaats              | Winnaar             | Uitslag      | Tegenstander            |
| ---- | ------------------- | ------------------- | ------------ | ----------------------- |
| 1996 | Rome                | Pool Comense        | 50 - 44      | Famila Schio            |
| 1997 | Milaan              | Cariparma Parma     | 69 - 58      | Pool Comense            |
| 1998 | Montecatini Terme   | Pool Comense        | 56 - 54      | Cariparma Parma         |
| 1999 | Alessandria         | Pool Comense        | 81 - 74 (OT) | Famila Schio            |
| 2000 | Catania             | Pool Comense        | 87 - 67      | Isab Energy Priolo      |
| 2001 | Casnate con Bernate | Pool Comense        | 84 - 57      | Cerve Parma             |
| 2002 | Parma               | Meverin Parma       | 91 - 66      | Pool Comense            |
| 2003 | Tarente             | Levoni Taranto      | 69 - 68      | Pool Comense            |
| 2004 | Casnate con Bernate | Pool Comense        | 62 - 58      | Famila Schio            |
| 2005 | Schio               | Famila Schio        | 72 - 68      | Penta Faenza            |
| 2006 | Schio               | Famila Schio        | 95 - 78      | Banco di Sicilia Ribera |
| 2007 | Napels              | Phard Napoli        | 96 - 50      | Germano Zama Faenza     |
| 2008 | Schio               | Umana Reyer Venezia | 64 - 52      | Famila Schio            |
| 2009 | Tarente             | Taranto Cras Basket | 65 - 62      | Club Atletico Faenza    |
| 2010 | Tarente             | Taranto Cras Basket | 75 - 72      | Famila Schio            |
| 2011 | Schio               | Famila Schio        | 67 - 49      | Liomatic Umbertide      |
| 2012 | Tarente             | Famila Schio        | 72 - 51      | Taranto Cras Basket     |
| 2013 | Schio               | Famila Schio        | 62 - 53      | Gesam Gas Lucca         |
| 2014 | Schio               | Famila Schio        | 66 - 58      | Gesam Gas Lucca         |
| 2015 | Schio               | Famila Wüber Schio  | 83 - 54      | Passalacqua Ragusa      |
| 2016 | Schio               | Famila Wüber Schio  | 67 - 66      | Passalacqua Ragusa      |
| 2017 | Lucca               | Famila Wüber Schio  | 70 - 54      | Gesam Gas Lucca         |
| 2018 | Schio               | Famila Wüber Schio  | 75 - 48      | Gesam Gas Lucca         |
| 2019 | Schio               | Famila Wüber Schio  | 61 - 54      | Passalacqua Ragusa      |
| 2020 | Schio               | Umana Reyer Venezia | 73 - 64      | Famila Wüber Schio      |
| 2021 | Schio               | Famila Wüber Schio  | 67 - 64      | Umana Reyer Venezia     |
| 2022 | Alghero             | Famila Wüber Schio  | 86 - 58      | Segafredo Bologna       |
| 2023 | Pordenone           | Segafredo Bologna   | 70 - 65      | Famila Wüber Schio      |
| 2024 | Mestre              | Umana Reyer Venezia | 88 - 81      | Famila Wüber Schio      |